# Mikladals kirkja
Mikladals kirkja er en færøsk kirke i Mikladalur  på Kalsoy. Kirken er hjemmehørende i Færøernes folkekirke.
Kirken er fra 1859 og blev ombygget i 1915 under ledelse af Hans Olavus Mansen, Nornastovu, ved at murene blev forhøjet. 
Kirken er hvidkalket med rødt bliktag og en tagrytter af træ over vestenden. Den er beklædt med jernpladser og har et rødt pyramidetag.  Der er fire større og en mindre på hver side. Kirketårnet er lavet af træ, beklædt med jern.

I forkirken er en knagerække, med forskellige knager, da hver mand selv skulle snitte sin knage. Indvendig har kirken malet tøndehvælv. Der er 9 kirkestole på hver side og seks på pulpituret.
Altertavlen er et maleri fra 1949, der viser en færøbåd i havsnød, med Jesus der stilner vandene. Det er malet af J. Waagstein, Tórshavn og har teksten "herre hjælp os". Altersølvet er fra omkrig 1850. 
Kirkeskibet er en slup. Kirkeklokken  er købt i København hos Gamst og Lunds eftf. i 1859.

## Kirkens historie
Man ved med sikkerhed at der har været en kirke i Mikladalur siden 1817.
Den 6. juli 1855 var der kirkesyn i Mikladalur, og det viste sig, at kirken er i så dårlig stand, at den ikke kunne repareres, og at den er for lille. Man besluttede, at kirken skulle rives ned og i 1859 blev den nye kirke bygget på samme sted. Fra århundredskiftet og frem til 1915 var kirken i meget dårlig stand. I 1915 begynder genopbygningen, så den nuværende kirke er kun delvis ny. Murene var betydeligt hævede, et jerntag afløste det gamle, som var af skifer; Kirken var beklædt indvendigt med træ, og ydersiden var pudset. Tidligere var der ingen vinduer på nordsiden. 
Den 15. december 1915 blev kirken genindviet. Tilstede var foruden bygdens beoere var, Absalon Joensen, der engang var præst på Norðoyar, amtmanden og kaptajnen på det danske inspektionsskib "Beskytteren", der kom fra Tórshavn  med præsten og amtmanden.